# Черна (Жарський повіт)
Черна (пол. Czerna, нім. Tzscheeren, 1937-1945: Grünaue) — село в Польщі, у гміні Туплиці Жарського повіту Любуського воєводства.
Населення — 91 особа (2011).
У 1975-1998 роках село належало до Зеленогурського воєводства.

## Демографія
Демографічна структура станом на 31 березня 2011 року:
|          | Загалом | Допрацездатний вік | Працездатний вік | Постпрацездатний вік |
| -------- | ------- | ------------------ | ---------------- | -------------------- |
| Чоловіки | 48      | 9                  | 37               | 2                    |
| Жінки    | 43      | 4                  | 30               | 9                    |
| Разом    | 91      | 13                 | 67               | 11                   |